# Myotis lavali
El murciélago de Laval (Myotis lavali) es una especie de quiróptero del género Myotis. Habita en zonas boscosas del centro y este de Sudamérica. Posee una dieta insectívora.

## Taxonomía
Esta especie fue descrita originalmente en el año 2011 por los zoólogos Ricardo Moratelli, Adriano L. Peracchi, Daniela Dias y João A. de Oliveira.
Localidad tipo
El holotipo fue colectado en la región de la Caatinga del nordeste de Brasil. La localidad tipo referida es: “6 kilómetros al sur de Exu (a una altitud de 523 msnm, en las coordenadas: 7°30′S 39°43′W), en el estado de Pernambuco, Brasil”.
Holotipo
El holotipo designado es el catalogado como: MZUSP 18762, es un macho adulto que fue colectado por Michael R. Willig, del que se conservó la piel y el cráneo completos, los que se depositaron en la colección de mamíferos del Museo de Zoología de la Universidad de São Paulo (MZUSP).
Etimología
Etimológicamente, el término específico es un epónimo que refiere al apellido de la persona a quien fue dedicada, el zoólogo R. K. Laval, quien en la década de 1970 publicó una revisión de los taxones de este género que habitan en el Neotrópico.
Caracterización y relaciones filogenéticas
Myotis lavali puede distinguirse por varias características propias: pelos dorsales bien bicolores con la base y el sector medio marrón oscuro (dos tercios de la longitud total) mientras que la punta es de color marrón claro; no posee franja de pelos a lo largo del borde posterior del uropatagio; plagiopatagium unido en dedos de los pies, la frente con fuerte pendiente en relación con la caja craneana, y la región occipital se proyecta más allá de la línea de los cóndilos occipitales.
Dentro del género Myotis, esta especie se incluye en el grupo de especies “albescens”. Hasta 2011 se la trataba como formando parte de la especie Myotis nigricans, hasta que en un trabajo donde se evaluó la variación morfológica y morfométrica de las poblaciones sudamericanas atribuidas a esta última, dos poblaciones se recuperaron con diferencias morfológicas que las permitían distinguir tanto de M. nigricans como de las restantes especies del género, lo que posibilitió definir sus caracteres diagnósticos externos y craneales como sendas nuevas especies.

## Distribución
De igual manera que ocurre con especies descritas tardíamente, el alcance de su distribución geográfica, sus requerimientos ambientales y su historia natural son todavía poco conocidos. Fue primitivamente descrito de la caatinga nordestina, en el nororiente del Brasil. Posteriormente fue registrado a unos 2000 kilómetros hacia el suroeste, en el Alto Chaco en Paraguayo y en la selva de mata Atlántica del nordeste del Brasil y del oriente del Paraguay.

### Distribución en Brasil
En Brasil fue registrado en los estados de: Bahía, Ceará, Pernambuco y Piauí.
Localidades de colecta en Brasil
- Exu, Pernambuco;
- Itaitera, Crato, Ceará;
- Floresta nacional do Araripe, Crato, Ceará;

- Russo, Ceará;
- Barra, Bahía;
- São Lourenço da Mata, Pernambuco.

### Distribución en Paraguay
En Paraguay se distribuye tanto en el Chaco paraguayo como en el oriente, en los departamentos de: Boquerón, Guairá y Paraguarí.
Localidades de colecta en el Paraguay
- Sapucaí, Paraguarí;
- Villarica, Guairá
- Parque nacional Teniente Agripino Enciso, Boquerón.